# Kilvington
Kilvington – wieś i civil parish w Anglii, w Nottinghamshire, w dystrykcie Newark and Sherwood. W 2001 civil parish liczyła 29 mieszkańców. Kilvington jest wspomniana w Domesday Book (1086) jako Chelvinctune/Chelvintone/Chelvintun.